# The New Exploits of Elaine

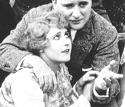
Pearl White dans une scène du film.

The New Exploits of Elaine est un film à épisodes en noir et blanc muet réalisé par Louis Gasnier, Leopold Wharton et Theodore Wharton, sorti en 1915 en dix épisodes, dans le prolongement des Mystères de New York, avec pour vedette Pearl White.

## Fiche technique
- Titre : The New Exploits of Elaine
- Réalisation : Louis Gasnier, Leopold Wharton et Theodore Wharton
- Scénario : Charles W. Goddard et Arthur B. Reeve
- Pays de production : États-Unis
- Format : Noir et blanc - 1,33:1 - Film muet
- Genre : action
- Date de sortie : 1915

## Distribution
- Pearl White
- Creighton Hale
- Arnold Daly